# ピースライナー

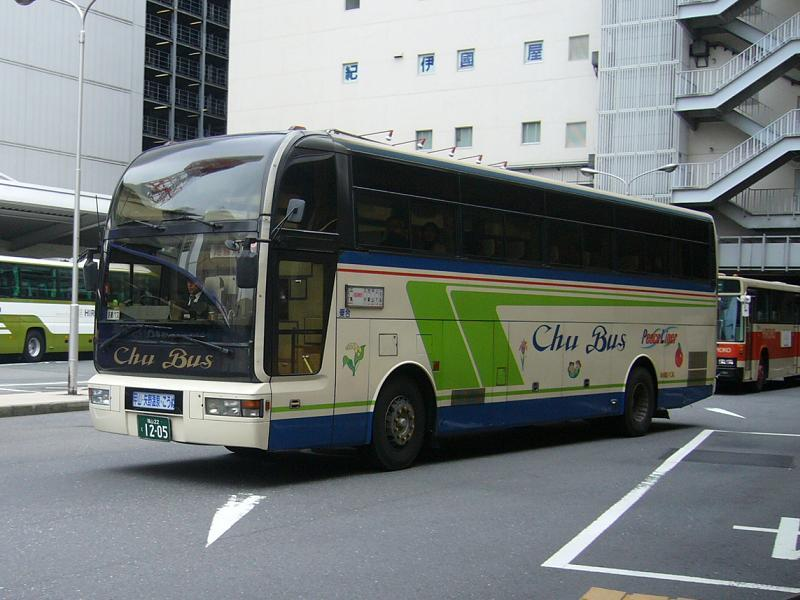
ピースライナー（中国バス）

ピースライナー は、広島（広島バスセンター） - 世羅町（中国バス甲山営業所） - 府中市（上下駅前） - 三次市（甲奴駅前）を結ぶ高速バスである。昼行便が1日4往復運行されている。
なお、高坂BSでエアポートリムジン (広島空港線)に接続している。
席は全便定員制であり予約不要。

## 歴史
- 1996年7月11日 運行開始。
- 2003年2月1日 飲み物・おしぼりなどのサービスを廃止。
- 2006年12月22日 旧・中国バスの事業廃止により、同社担当便を新・中国バス（両備バスの100%子会社）に移管。
- 2008年9月1日 東神崎停留所を廃止し、公立世羅中央病院南に新規停車。
- 2010年12月1日 三原久井バス停新設。
- 2015年5月23日 小草停留所を廃止し、道の駅世羅に新規停車。

## 運行会社

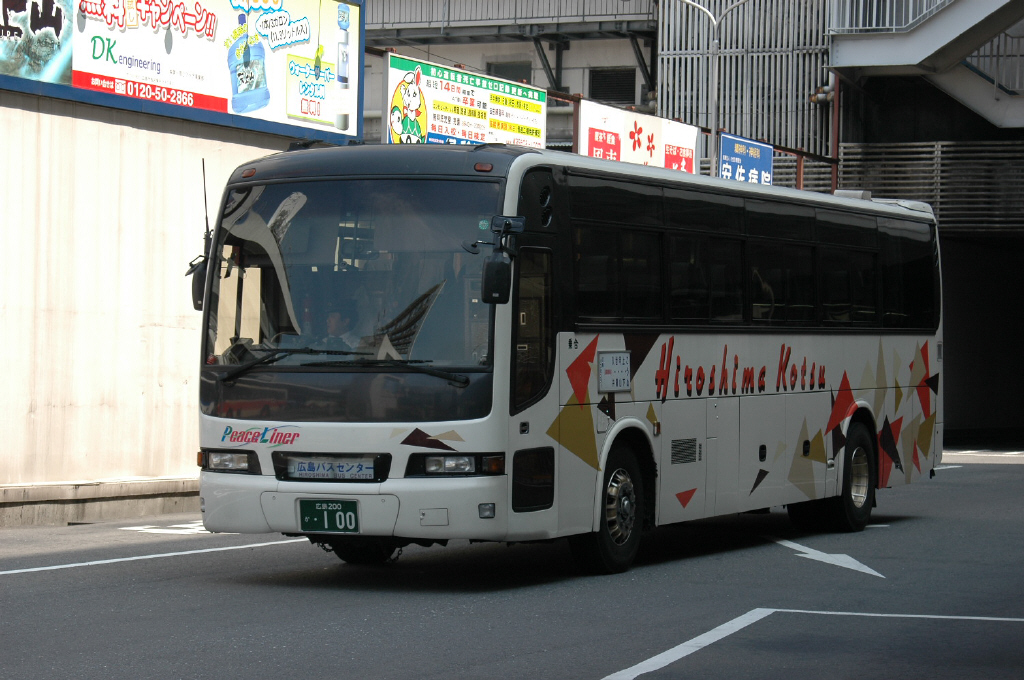
ピースライナー（広島交通）

- ピースライナー（広島交通）広島交通（高陽営業所）
- 中国バス（甲山営業所）

## 停車停留所
- 主要な停留所のみ掲載

＜広島バスセンター - 新白島駅 - 不動院 - 中筋駅 - 高坂BS＞ - ＜三原久井 - 下津川崎 - 公立世羅中央病院南 - 中国バス甲山営業所 - 道の駅世羅 - 三川局前 - 矢野温泉 - 上下駅前 - 甲奴駅前＞
- クローズドドアシステムを採用しているため＜停留所 - 停留所＞でくくった中は広島行きでは甲奴側は乗車のみ、広島側は下車のみ。甲奴行きでは広島側は乗車のみ、甲奴側は下車のみ可能である。
- ただし、公立世羅中央病院南～甲奴駅前間の相互利用は可能であり、上下方面から世羅町の高校に通う生徒が多数利用する。
- ※高坂BS（高坂PAに併設）はエアポートリムジン（広島空港 - 福山駅前）との乗り継ぎのみ可能。PAの外には出られない。
- 広島～三原久井間は、リードライナーと乗車券・回数券・定期券の共通利用が可能である。但し両者の三原久井バス停は離れた位置にあるため利用には注意が必要である（ピースライナーは専用バス停（国道486号（広島県道25号三原東城線重用））、リードライナーは八幡町民タクシー「さくら号」の山口橋バス停（国道486号））。

## 運行経路
- 広島市内 - 国道54号 - 広島IC - 山陽自動車道 - 三原久井IC - 広島県道25号三原東城線 - 三原市（久井地域）内 - 広島県道25号三原東城線 - 世羅町内（甲山） - 国道432号 - 府中市（上下地域）内 - 広島県道27号吉舎油木線 - 三次市（甲奴地域）内

## 運行回数
- 昼行4往復

## 車内設備
- 4列シート
- トイレ